# Lodicula

Grassen, tweebloemig aartje & bloemdiagram:
A: kelkkafjes; B: onderste kroonkafje; C: kafnaald; 1: bovenste kroonkafje; 2: lodiculae; 3: meeldraden; 4: stamper met 5: stempel

Een lodicula (meervoud: lodiculae) of zwellichaampje is een schub of schubje in de bloeiwijzen en bloemen van de meeste grassen (Poaceae), die door wateropname tijdens de bloei opzwellen en zo de bloeiwijze of bloem openen, waardoor windbestuiving mogelijk wordt. Meestal zijn er twee, zelden drie (bijvoorbeeld bij bamboe, Pharoideae en Puelioideae) aan een kant van het vruchtbeginsel boven de kelkkafjes en kroonkafjes. Bij enkele geslachten zijn ze volledig gereduceerd (bijvoorbeeld bij vossenstaart en slijkgras). Ze staan los van elkaar, maar soms zijn ze aan de randen met elkaar vergroeid zoals bijvoorbeeld bij het geslacht Glyceria.
Ze variëren in vorm en kunnen lancetvormig, elliptisch of langwerpig zijn met een gave of getande rand. Uit ontwikkelingsgenetisch onderzoek blijkt dat de zwellichaampjes ontstaan zijn uit enkele van de binnenste tepalen van de bij de grassen ontbrekende bloembekleedselen.

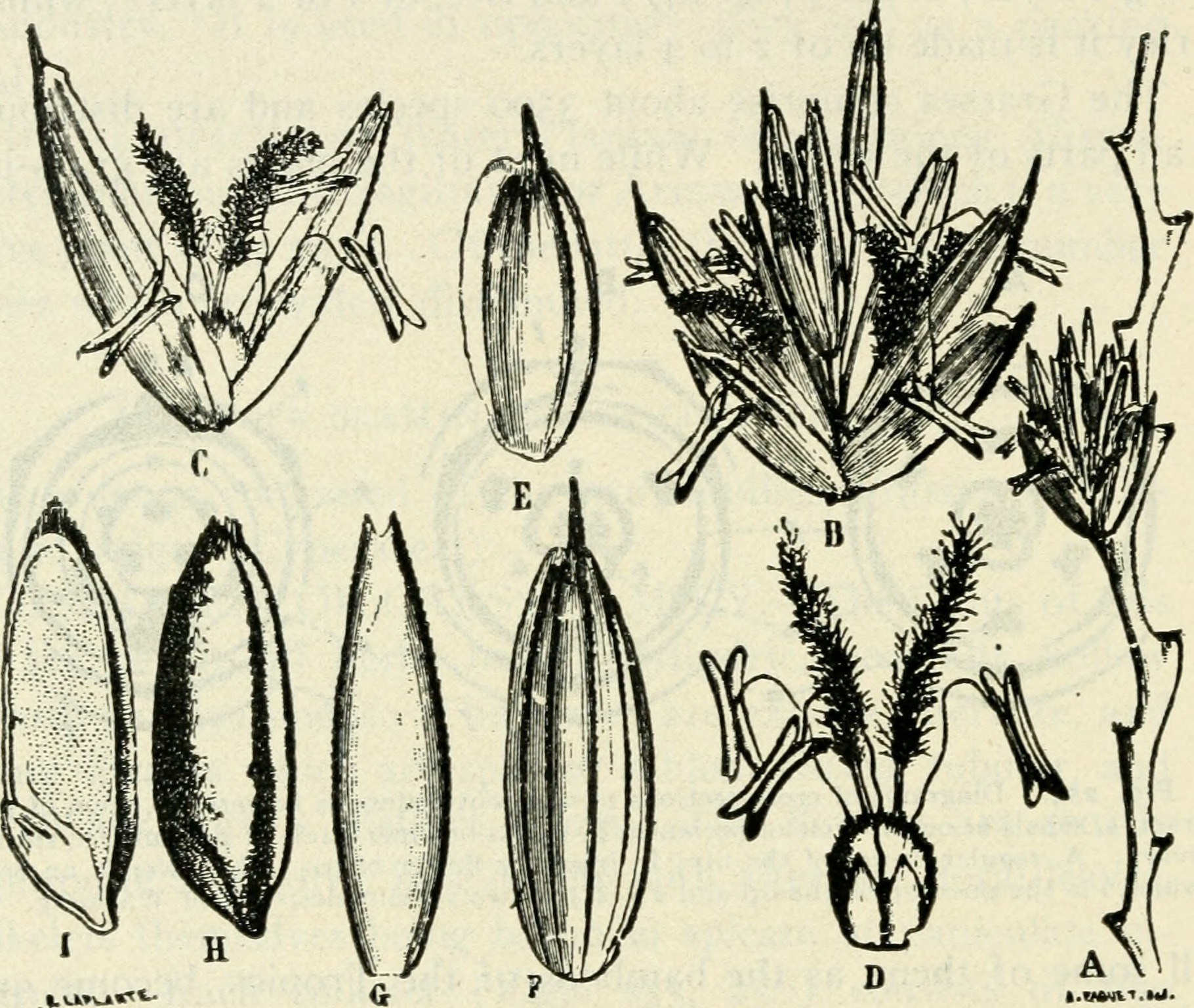
D met lodiculae aan de basis van de stamper bij tarwe
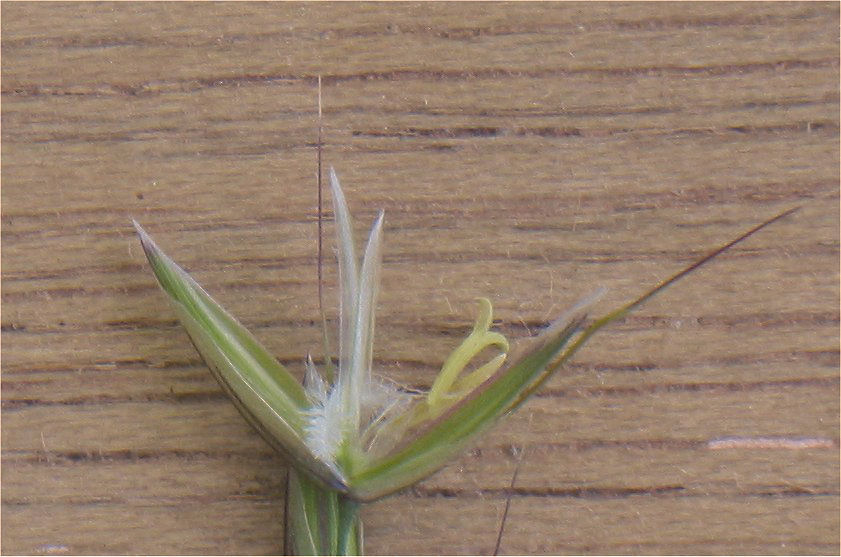
Aartje van gewone glanshaver met rechts een lodicula zichtbaar